# Politiskt ansvar
Politiskt ansvar är det ansvar som utkrävs av politiska partier av sina förtroendevalda och av väljarna vid allmänna val. Vid allmänna val delegerar väljarna makt och ett visst mått av valfrihet till representanter, så kallade förtroendevalda. Med förtroendet följer en skyldighet att redogöra inför allmänheten för hur detta förtroende förvaltas och riskera att utsättas för väljarnas politiska sanktioner. Politiskt ansvar ska inte förväxlas med ämbetsmannaansvar. Även ett parlaments makt att avsätta en regering, oftast i form av avsättande av regeringschefen, eller enskilda ministrar eller regeringsledamöter brukar betecknas som att utkräva politiskt ansvar av en regering.
I vissa politiska system, bland andra det amerikanska, är vissa offentliga tjänstemän politiskt förtroendevalda, varvid det politiska ansvaret i de fallen även utsträcks till (delar av) den offentliga förvaltningen.

## Maktfördelning, granskning och ansvar
Politisk maktfördelning, granskning av politiken och politiskt ansvar hänger tätt samman. I en rapport utgiven av SNS från år 2000 skrivs: "Existerande demokratier runt om i världen uppvisar en riklig flora av regler för maktfördelning, initiativ- och beslutsrätt, verkställande av fattade beslut, granskning av beslutsfattare, samt regler för ansvarsutkrävande via val, misstroendevotum och utnämningar till olika ämbeten."
Politiskt ansvar (i demokratier) handlar om på vilka villkor väljare överlåter makt. En maktöverlåtelse med ansvar kan sägas vila på tre krav:
1. Det måste vara tydligt hur makten fördelas, det vill säga vem eller vilka som överlåter vilken makt till vem.
2. Den som överlåter makt måste ha en tillfredsställande insyn av hur makten har utövats så att till exempel maktmissbruk, missförhållanden eller ineffektivitet kan upptäckas. Det ställer krav krav på granskning och transparens.
3. Det måste finnas mekanismer för att korrigera utfallet, det vill säga att ansvar kan utkrävas.

### Massmedias roll
Massmedia bidrar till att öka väljarnas insyn i hur den politiska makten utövas. Därför ses tryckfrihet och yttrandefrihet som en förutsättning för ett väl fungerande politiskt ansvarsutkrävande. I Sverige benämns journalistiken ofta som den tredje statsmakten vars uppgift bland annat är att granska den politiska makten. I andra länder benämns ofta massmedia som den fjärde statsmakten.

## Politiskt ansvarsutkrävande i allmänna val
Hur väljare utkräver politisk ansvar kan konceptuellt grovt delas upp två olika perspektiv; framåtblickande väljare och bakåtblickande väljare.

### Framåtblickande väljare
Det ena perspektivet är att väljarna tar ställning till ett antal löften från partier och politiker om vad man ska göra med makten under den kommande mandatperioden. Utifrån det perspektivet är det viktigt för partier och väljare att inte svika sina löften. De måste hålla sig till de löften som de gick till val på och bryr sig mindre om att lösa nya problem som dyker upp under mandatperioden.

### Bakåtblickande väljare
Bakåtblickande väljare bryr sig inte om vallöften utan utvärderar regeringens och oppositionens agerande under den gångna mandatperioden. De jämför regeringens agerande med hur sannolikt det upplever det är att oppositionen skulle ha gjort ett bättre jobb. Med bakåtblickande väljare behöver inte politiker bry sig om vallöften utan blickar framåt, eftersom de vid nästa val kommer att få stå till svars för sina beslut och sitt agerande. Det gäller för politikerna att sköta sig och ta tag i nya problem som dyker upp eftersom ansvars utkrävs i efterhand. Politikerna håller sig till en allmänpolitisk huvudinriktning men inte till de konkreta vallöftena.
Paradoxalt nog resulterar bakåtblickande väljare i framåtblickande politiker och vice versa. I realiteten består dock väljarnas politiska ansvarsutkrävande av blandningar av dessa två olika perspektiv, det vill säga de är både framåtblickande och bakåtblickande.